# Nothoscordum yalaense
Nothoscordum yalaense är en amaryllisväxtart som beskrevs av Pierfelice Ravenna. Nothoscordum yalaense ingår i släktet vaniljlökar, och familjen amaryllisväxter. Inga underarter finns listade i Catalogue of Life.